# حسگر سنجش فشار

دستگاه فشار سنج فویلی. قسمت‌های آبی رسانا هستند. مقاومت از یک لایهٔ آبی تا لایه بعدی اندازه‌گیری می‌شود. این فشارسنج حساسیت بیشتری به فشار اعمال شده در راستای عمودی نشان می‌دهد. نشانه گذاری‌های بیرون فشارسنج هنگام نصب به بهبود تراز کردن کمک می‌کنند.

فشارسنج یا حسگر سنجش فشار یا استرین گیج‌ (به انگلیسی: Strain gauge) دستگاهی است که فشار وارد شده بر یک جسم را اندازه می‌گیرد. این دستگاه در سال ۱۹۳۸ توسط ادوارد ای سیمونز و آرتور کلاود روجی اختراع شد.
متداول‌ترین نوع استرین گیج متشکل از یک ورقه (یا نوار) انعطاف‌پذیر عایق است که از الگوی فویل فلزی پشتیبانی می‌کند. ورقه اندازه‌گیر فشار سنج، توسط چسب مناسبی مانند سیانوآکریلات، به شی متصل می‌شود. وقتی شی کج و معوج می‌شود، فویل نیز کج و معوج می‌گردد و باعث تغییر مقاومت الکتریکی در آن می‌شود. این تغییرات مقاومتی، که معمولاً توسط یک پل وتسون اندازه‌گیری می‌گردد، با کمیتی معروف به ضریب سنجش به فشار ربط داده می‌شود.

## عملکرد فیزیکی
استرین گیج‌ها از مزیت خاصیت فیزیکی رسانایی الکتریکی و وابستگی آن به هندسهٔ رسانا بهره می‌برند. وقتی یک رسانای الکتریسیته در محدودهٔ جهندگی و کِشسانیِ خود منبسط می‌شود (به نحوی که از هم گسیخته نگردد یا به‌طور دائم از شکل و شمایل نیفتد)، باریک‌تر و بلندتر می‌گردد؛ که باعث افزایش مقاومت الکتریکی دو سر می‌گردد. با اندازه‌گیری مقاومت الکتریکی استرین گیج، مقدار فشار تحمیل شده بدست می‌آید.
یک استرین گیج معمولی، یک نوار رسانای باریک و بلند را در یک الگوی زیگ-زاگ از خطوط موازی مرتب می‌کند؛ این عمل، باعث افزایش حساسیت نمی‌گردد، زیرا درصد تغییرات مقاومت برای یک فشار معین برای کل زیگ-زاگ، برابر با همان مقدار برای هر ردیف است. یک ردیف خطی بایستی بسیار نازک باشد، تا اینکه در برابرگرمای زیاد (که مقاوت آن را تغییر می‌دهد و باعث انبساط آن می‌شود) قابل اطمینان باشد؛ یا اینکه باید در سطح ولتاژ بسیار کمتری به کار گرفته شود، اندازه‌گیری دقیق تغییرات مقاومت را دشوار می‌سازد.

## ضریب سنجش
ضریب سنجش به شکل زیر تعریف می‌شود:
{\displaystyle GF={\frac {\Delta R/R_{G}}{\epsilon }}}
که در آن

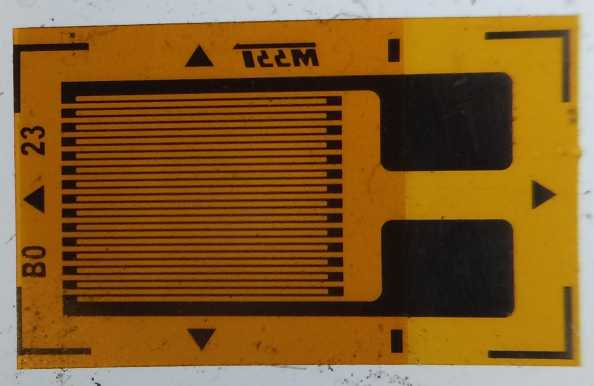
فویل استرین گیج مقاوم نصب نشده

{\displaystyle \Delta R} تغییر مقاومت ناشی از اعمال فشار، {\displaystyle R_{G}} مقاومت اولیه خود دستگاه و {\displaystyle \epsilon } فشار است.
برای دستگاه‌های فویل فلزی معمول، ضریب سنجش اندکی بیشتر از ۲ است. برای یک دستگاه سنجش تکی با سه مقاومت ساختگی با اندازه مقاومتی همانند مقاومت‌های پل ویتستون در وضعیت تعادل، ولتاژ خروجی حسگر،{\displaystyle SV} ، برابر است با:
{\displaystyle SV=EV{\frac {GF\cdot \epsilon }{4}}}
که در آن {\displaystyle EV} ولتاژ تحریک پُل است.
فویل‌های درجه ای، معمولاً دارای مساحت فعالی ئر اندازه‌های ۲ تا ۱۰ میلی‌متر مربع هستند. با نصب دقیق، سنجش صحیح و چسب مناسب، فشارها تا حداقل ۱۰٪ قابل اندازه‌گیری هستند.

## در عمل

تجسم مفهوم کار پشت فشارسنج بر روی یک میله (تیر) تحت خمیدگی بسیار زیاد

یک ولتاژ تحریک به لیدهای (کابل‌های هادی) شبکهٔ استرین گیج اعمال می‌گردد، و یک ولتاژی از لیدهای خروجی خوانده می‌شود. ولتاژهای ورودی معمولاً ۵ تا ۱۲ ولت و ولتاژهای خواندهٔ شدهٔ خروجی معمولاً بر حسب میلی ولت هستند.
فویل‌های استرین گیج در شرایط بسیاری قابلیت استفاده دارند. کاربردهای متفاوت باعث وجود یک سری الزاماتی بر روی گیج می‌شود. در اکثر موارد، جهت‌گیری فشار سنج قابل توجه است.
به‌طور معمول انتظار می‌رود که گیج (ابزار سنجش)های متصل به المان بار (به انگلیسی Load cell) تا مدت زمانی چند سال، اگر نگوییم ده‌ها سال، پایدار باقی بمانند؛ در حالی که آن‌هایی که برای اندازه
گیری پاسخ در یک آزمایش پویا (دینامیکی) استفاده می‌شوند، ممکن است فقط برای چند روز لازم باشد که به شی متصل باشند، کمتر از یک ساعت انرژی داشته باشند و کمتر از یک ثانیه کار کنند.
فشارسنج‌ها با یک چسب مخصوص به زیرلایه (بستر) متصل می‌شوند. نوع چسب به طول عمر مورد نیاز سیستم اندازه‌گیری بستگی دارد. برای اندازه‌گیری‌های کوتاه مدت (تا چند هفته) چسب سیانوآکریلات، و برای نصب‌های طولانی مدت چسب اپوکسی (به انگلیسی epoxy glue) مورد نیاز است. چسب اپوکسی معمولاً نیاز به عمل آوری با دمای بالا (حدود ۸۰ تا ۱۰۰ درجهٔ سانتی گراد) دارد. آماده‌سازی سطحی که فشارسنج باید روی آن چسبیده شود از اهمیت بالایی برخوردار است. سطح باید صاف و هموار باشد (به عنوان مثال با کاغذ شن و ماسهٔ بسیار ریز)، با حلال آغشته شود، پس از آن باید آثار حلال برداشته شود و بلافاصله پس از آن، فشارسنج چسب زده شود تا از اکسید شدن یا آلودگی منطقهٔ مهیا شده جلوگیری گردد. اگر این مراحل انجام نشود، ممکن است اتصال فشارسنج به سطح غیرقابل اعتماد باشد و خطاهای اندازه‌گیری غیرقابل پیش‌بینی رخ دهد.
فناوری پایه و اساس استرین گیج‌ها به‌طور متداول در ساخت حسگرهای فشار استفاده می‌شود. خود گیج (معیار سنجش)های مورد استفاده در حسگرهای فشار، معمولاً از سیلیکون، پلی سیلیکون، غشای فلزی، غشای ضخیم و فویل پیوندی ساخته می‌شوند.

## تغییرات دمایی
تغییرات دما باعث ایجاد اثرات بسیاری می‌گردد. سایز شی با انبساط دمایی دچار تغییر می‌شود؛ که به عنوان یک فشار توسط معیار سنجش تشخیص داده می‌شود. مقاومت گیج و همچنین مقاومت سیم‌های اتصال تغییر خواهند کرد.
اکثر استرین گیج‌ها از آلیاژ ثابت (۵۵٪ مس و ۴۵٪ نیکل) ساخته می‌شوند. آلیاژهای ثابت و آلیاژهای کارمای مختلف به گونه ای طراحی شده‌اند که تأثیرات دمایی بر روی مقاومت استرین گیج، تا حد زیادی تغییرات مقاومتی گیج (حاصل شده از انبساط گرمایی شی مورد آزمایش) را خنثی نماید. از آنجا که مواد مختلف دارای مقادیر انبساط حرارتی مختلفی می‌باشند، مسئلهٔ جبران‌سازی دمای خود (به‌طور مخفف STC)، مستلزم انتخاب یک آلیاژ خاصی است که با ماده تشکیل دهندهٔ شی مورد آزمایش مطابقت داشته باشد.
فشارسنج‌هایی که از نظر درجه حرارت خود جبران نشده باشند (مانند آلیاژ ایزوالاستیک)، می‌توانند با استفاده از تکنیک گیج ساختگی، دما را جبران‌سازی کنند. یک گیج ساختگی (همانند استرین گیج فعال)، بر روی یک نمونه ای که به آن فشار وارد نشده از همان ماده نمونهٔ تست شده نصب می‌شود. نمونه با گیج ساختگی در تماس گرمایی با نمونهٔ آزمایش، در مجاورت گیج فعال قرار می‌گیرد. گیج ساختگی به یک پل وتستون روی بازوی مجاور به گیج فعال با سیم متصل است تا اینکه اثرات دما بر روی گیج‌های فعال و ساختگی یکدیگر را خنثی کنند. (قانون مورفی در اصل در پاسخ به مجموعه ای از گیج‌ها که به صورت اشتباه به یک پل وتستون وصل شده بودند، وضع شد)
هر ماده ای هنگام گرم یا خنک شدن واکنش نشان می‌دهد. این امر، باعث می‌شود که فشارسنج‌ها تغییر شکلی در ماده را نشان دهند که باعث تغییر سیگنال شود. برای جلوگیری از این اتفاق، فشارسنج‌ها به گونه ای ساخته می‌شوند که این تغییری که به سبب دما ایجاد می‌شود، جبران نمایند. وابسته به مادهٔ سازندهٔ سطحی که استرین گیج بر روی آن مونتاژ می‌گردد، می‌توان انبساط متفاوتی را اندازه‌گیری نمود.
اثرات دما بر روی سیم‌های لید (کابل هادی) می‌توانند توسط یک «پل سه سیمه» یا یک «مدار اهمی چهار سیمه» خنثی شود (همچنین اتصال کلوین چهار سیمه نیز نامیده می‌شود).
در هر صورت، نگه داشتن به اندازهٔ کافی ولتاژ درایو پل وتستون، به منظور جلوگیری از گرم شدن خودکار استرین گیج، یک تمرین خوب مهندسی می‌باشد. گرم شدن خودکار فشارسنج به مشخصه‌های مکانیکی آن بستگی دارد (فشارسنج‌های بزرگ کمتر در معرض گرم شدن خودکار قرار دارند). سطوح پایین ولتاژ درایو پل، باعث کاهش حساسیت کل سیستم می‌شود.

## خطاها و جبران‌سازی‌ها
- آفست صفر (به انگلیسی: Zero Offset) : اگر بعد از اتصال گیج به جمع کنندهٔ نیرو، امپدانس چهار بازوی گیج کاملاً یکسان نباشد، یک مقدار آفست صفر وجود دارد که می‌تواند با معرفی یک مقاومت موازی با یک یا چند بازوی گیج، جبران شود.
- ضریب دمای ضریب گیج (به انگلیسی: TCGF): تغییر حساسیت دستگاه به استرین (فشار)، با تغییر دما است. این به‌طور کلی با معرفی یک مقاومت ثابت در پایهٔ ورودی جبران می‌شود؛ و به موجب آن ولتاژ مؤثر تأمین شده با افزایش دما کاهش می‌یابد، یعنی جبران کردن افزایش حساسیت با افزایش دما. این به عنوان جبران ضریب (یا مدول) شناخته می‌شود. با افزایش دما، عنصر سلول بار کِشدارتر (کِشسان‌تر) می‌شود و در نتیجه، تحت یک بار ثابت، تغییر شکل بیشتری می‌دهد و منجر به افزایش خروجی می‌شود؛ اما بار هنوز همان است. نکتهٔ هوشمندانه در کل این ماجرا این است که مقاومت موجود در منبع تغذیهٔ پل، باید یک مقاومت حساس به دما باشد که هم با ماده ای که گیج به آن متصل شده و هم با مادهٔ عنصر گیج مطابقت داشته باشد. مقدار این مقاومت به هر دوی آن مقدارها بستگی دارد و قابل محاسبه می‌باشد. به زبان ساده، اگر خروجی افزایش یابد، مقدار مقاومت نیز افزایش می‌یابد و بموجب آن ولتاژ خالصی که به مبدل می‌رسد کاهش می‌یابد. اگر مقدار مقاومت را درست بگیرید، هیچ تغییری مشاهده نخواهید کرد.
- شیفت صفر با دما : اگر پارامتر TCGF هر گیج یکسان نباشد، یک شیفت صفر با دما اتفاق می‌افتد. این امر همچنین به دلیل ناهنجاری در جمع کنندهٔ نیرو پدید می‌آید؛ که معمولاً با یک یا چند مقاومت که به‌طور استراتژیک در شبکهٔ جبران قرار گرفته‌اند، جبران می‌شود.

خطی بودن خطایی است که به موجب آن حساسیت، در محدودهٔ فشار تغییر می‌کند. این معمولاً تابعی از انتخاب ضخامت جمع کنندهٔ نیرو برای فشار مورد نظر و کیفیت اتصال است.
- پسماند، خطای بازگشت به صفر پس از سیر و گردش فشار است.
- قابلیت تکرار : این خطا گاهی اوقات با هیسترزیس گره خورده‌است، اما در محدودهٔ فشار قرار دارد.
- خطاهای ناشی از تداخل الکترومغناطیسی (EMI) : چونکه ولتاژ خروجی فشارسنج‌ها در محدودهٔ میلی ولت است، یا حتی میکرو ولت، اگر درایو ولتاژ پل وتستون برای جلوگیری از گرم شدن خودبخود عنصر کم نگه داشته شود، باید از تقویت سیگنال خروجی مراقبت ویژه شود تا از تقویت نویز اضافی جلوگیری گردد. یک راه حل که معمولاً مورد استفاده قرار می‌گیرد، استفاده از تقویت کننده‌های «فرکانس حامل» است، که تغییرات ولتاژ را به یک تغییر فرکانس تبدیل می‌کند (مانند ولتاژ نوسان‌سازها)؛ و دارای پهنای باند باریکی هستند و بنابراین، EMI باند کاهش می‌یابد.
- همپوشانی (به انگلیسی: overlapping) : اگر استرین گیج بیش از حد طراحی خود بارگیری شود (با واحد میکرواسترین اندازه‌گیری می‌شود)، عملکرد آن تنزل می‌یابد و نمی‌توان آن را بازیابی نمود. معمولاً روش‌های خوب مهندسی پیشنهاد می‌دهد که فشاری بیش از ۳۰۰۰ میکرواسترین به استرین گیج اعمال نشود.
- رطوبت : اگر سیم‌های اتصال‌دهندهٔ فشارسنج به تهویهٔ سیگنال در برابر رطوبت محافظت نشوند، مثل سیم‌های لخت، امکان رخ دادن خوردگی به‌وجود می‌آید و منجر به مقاومت پارازیتی می‌گردد. این می‌تواند باعث شود که جریان‌هایی بین سیم‌ها و زیرلایه ای که استرین گیج به آن چسبیده‌است، یا مستقیماً بین دو سیم، برقرار شود؛ باعث ورود خطایی قابل رقابت با جریان عبوری از فشارسنج می‌شود. به همین دلیل، فشارسنج‌هایی با جریان زیاد و مقاومت پایین (۱۲۰ اهمی) کمتر در معرض این نوع خطا هستند. به منظور جلوگیری از این خطا، کافی است با لعاب عایق (به عنوان مثال از نوع اپوکسی یا پلی اورتان) از سیم‌های استرین گیج محافظت گردد. فشارسنج‌هایی با سیم‌های بدون محافظ ممکن است فقط در یک محیط خشک آزمایشگاهی مورد استفاده قرار بگیرد، اما نه در یک محیط صنعتی.

در برخی از کاربردها، فشارسنج‌ها مقداری جرم و میرایی به فرم (یا پروفایل) ارتعاشی سخت‌افزاری که برای اندازه‌گیری در نظر گرفته شده‌است، اضافه می‌کنند. در صنعت توربو ماشین، یکی از گزینه‌های استفاده شده برای جایگزینی فناوری استرین گیج در اندازه‌گیری ارتعاشات روی سخت‌افزار چرخان، سیستم اندازه‌گیری فشار بدون نفوذ است؛ که اجازه می‌دهد ارتعاشات تیغه را بدون هیچ گونه سخت‌افزار نصب شده روی تیغه یا دیسک اندازه بگیریم.

## هندسهٔ استرین گیج‌ها

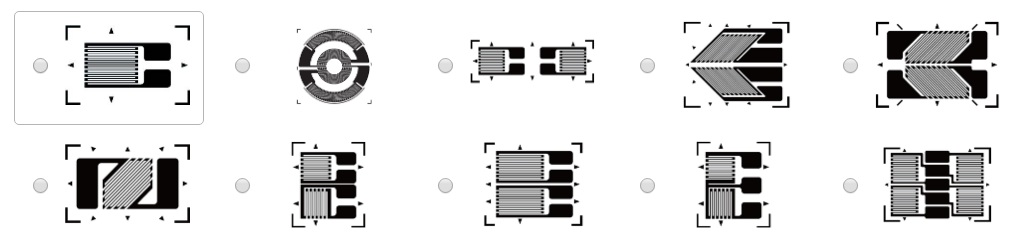
هندسهٔ استرین گیج‌ها

انواع مختلف استرین گیج‌ها در بازار در زیر آورده شده‌اند:
- فشارسنج‌های خطی
- فشارسنج‌های غشای گلبرگی (به انگلیسی: Membrane Rosette)
- فشارسنج‌های دوخطی
- فشارشنج‌های پُل-کامل
- فشارسنج‌های تغییر شکل برشی
- فشار سنج‌های نیمه-پل
- فشارسنج‌های ستونی
- گلبرگی ۴۵ درجه (۳ جهت اندازه‌گیری)
- گلبرگی ۹۰ درجه (۲ جهت اندازه‌گیری)

## انواع دیگر
برای اندازه‌گیری‌های فشار پایین، استرین گیج‌های نیمه هادی، اصطلاحاً استرین گیج‌های پیزوالکتریک، اغلب به فویل‌های گیج ترجیح داده می‌شوند. یک گیج نیم‌رسانا معمولاً ضریب سنجش بیشتری نسبت به گیج فویل دارد. گیج‌های نیمه رسانا گران‌تر، حساس تر نسبت به تغییرات دما و شکننده تر از گیج‌های فویلی هستند.
استرین گیج‌های مبتنی بر ذرات نانو به عنوان یک فناوری امیدوار کنندهٔ جدید در حال ظهور می‌باشند. این حسگرهای مقاومتی که ناحیهٔ فعالشان توسط مجموعه ای از ذرات نانوی رسانا، مثل طلا یا کربن، ساخته می‌شود، به دلیل امپدانس بالایشان، دارای ترکیبی از ضریب سنجش بالا، دامنهٔ تغییر شکل زیاد و مصرف برق کم می‌باشند.
در اندازه‌گیری‌های بیولوژیکی، به ویژه جریان خون و تورم بافتی متغیری به نام جیوه در استرین گیج‌های لاستیکی استفاده می‌شود. این مدل فشارسنج، شامل مقداری کمی جیوهٔ مایع محصورشده در یک لولهٔ لاستیکی کوچک است، که به عنوان مثال دور انگشت یا پا اعمال می‌شود. تورم یک قسمت از بدن، منجر به کشش لوله می‌شود، که باعث طولانی‌تر و نازک‌تر شدن آن می‌گردد، که نتیجهٔ آن افزایش مقاومت الکتریکی است.
برای اندازه‌گیری فشار در امتداد یک فیبر نوری می‌توان از حسگر فیبر نوری استفاده کرد. اندازه‌گیری‌ها در امتداد فیبر توزیع شوند، یا در نقاط از پیش تعیین شده روی فیبر انجام شوند. قایق‌های جام ملت‌های آمریکای سال ۲۰۱۰، Alighi5 و USA-17، هر دو از حسگرهای تعبیه شده از همین نوع استفاده می‌کردند.
از سایر روش‌های اندازه‌گیری نوری می‌توان برای اندازه‌گیری کشش‌هایی مانند تداخل سنج الگوی الکترونیکی نقطه یا همبستگی تصویر دیجیتال استفاده کرد.
فشارسنج‌های در مقیاس میکرو به‌طور گسترده در سیستم‌های میکروالکترومکانیکی (به انگلیسی MEMS)، برای اندازه‌گیری کشش‌هایی مانند آنهایی که توسط نیرو، شتاب، فشار یا صدا ایجاد می‌شوند، استفاده می‌شوند. به عنوان مثال، کیسه‌های هوای درون اتوموبیل‌ها اغلب با شتاب سنج‌های MEMS تحریک می‌شوند.
به عنوان جایگزینی برای فشارسنج‌های پیزوالکتریک، از تشدیدکننده‌های حلقه نوریٔ مجتمع، ممکن است برای اندازه‌گیری فشار در سیستم‌های میکرواپتوالکترومکانیکی (به انگلیسی MEOMS) استفاده گردد.
فشارسنج‌های خازنی از یک خازن متغیر برای نشان دادن سطح تغییر شکل مکانیکی استفاده می‌کنند.

مثالی از استرین گیج‌های غیر تماسی که از همبستگی تصویر دیجیتال استفاده می‌کند.

فشارسنج‌های ویبره ای (یا ارتعاشی) در کاربردهای ژئوتکنیکی و مهندسی عمران استفاده می‌شوند. گیج، شامل یک سیم لرزنده و کشیده‌است. فشار توسط اندازه‌گیری فرکانس تشدید سیم محاسبه می‌گردد (افزایشش کشش، باعث افزایش فرکانس تشدید می‌شود).
فشارسنج‌های کریستال (بلور) کوارتز نیز در کاربردهای ژئوتکنیکی استفاده می‌شوند. یک حسگر فشار، یک فشارسنج کریستال کوارتز در حالت تشدید با یک جمع کنندهٔ نیروی لولهٔ بوردون، حسگر حیاتی DART می‌باشند. DART امواج سونامی را از کف اقیانوس تشخیص می‌دهد. هنگام اندازه‌گیری فشار در عمق چندین کیلومتری، رزولوشن (قدرت تفکیک) فشار آن حدود یک میلی‌متر آب است.

## اندازه‌گیری‌های فشار غیرتماسی
فشار را همچنین می‌توان با استفاده از همبستگی تصویر دیجیتال (DIC) اندازه‌گیری کرد. با استفاده از این تکنیک، از یک یا دو دوربین در اجتماع با نرم‌افزار DIC، برای ردیابی مشخصه‌های روی سطح اجزا، برای تشخیص حرکات کوچک استفاده می‌شود. نقشهٔ استرین کامل نمونهٔ آزمایش شده را می‌توان به دست آورد، که نمایش مشابهی را به عنوان تجزیه و تحلیل عناصر محدود ارائه می‌دهد. این تکنیک، در بسیاری از صنایع برای جایگزینی فشارسنج‌های سنتی یا حسگرهای دیگر مثل کشش سنج (اکستنسومتر)، گلدان‌های رشته‌ای، LVDT و شتاب سنج‌ها استفاده می‌شود. دقت نرم‌افزار DIC که به صورت تجاری در دسترس است، معمولاً در محدودهٔ ۱۰۰/۱ تا ۳۰/۱ پیکسل برای اندازه‌گیری جابجایی است، که منجر به حساسیت فشار بین ۲۰ تا ۱۰۰ میکرومتر در یک متر می‌شود. روش DIC این اجازه را به ما می‌دهد که به سرعت، شکل، جابجایی و فشار غیرتماسی را اندازه‌گیری نماییم، و همزمان از برخی از روش‌های تماسی سنتی، به ویژه با ضربه‌ها، فشار زیاد، درجه حرارت بالا آزمون خستگی چرخه بالا جلوگیری می‌کند.